# Escudo de armas de Huancavelica
El escudo de armas de Huancavelica, era la preciosa alhaja de la Corona que fue convertida en una ciudad bajo el nombre de "La Villa de Oropesa", los reyes de España le dieron el privilegio de las armas y se le dotó de un escudo en cuyo interior destaca un cerro en cuya cima se ve un globo con una cruz. Esta composición está rodeada por un mensaje escrito en latín ME FER IAM TOTUM SIC HUANCAVELICA TUETUR, cuyo significado puede ser:
- Me lleven así todos, como Huancavelica me sostiene
- Cuanto más me hieras, más íntegramente Huancavelica me sostendrá
- Desde ahora, Huancavelica me defenderá íntegramete
- Daría mi vida por defender Huancavelica (según la traducción del Obispo Monseñor Alcides Mendoza)

La pérdida del esplendor económico y social no fue obstáculo para que sus hijos abrazaran fervorosamente la causa de la libertad. Con gesto viril y decidido se levantaron en armas contra las autoridades españolas, apoyando la revolución de Pumacahua.